# Emily a París
Emily a París (títol original en anglès: Emily in Paris) és una sèrie de televisió de comèdia i drama dels Estats Units creada per Darren Star que es va estrenar a Netflix el 2 d'octubre de 2020. La protagonitza Lily Collins, que interpreta Emily, una dona estatunidenca que es trasllada a París per una oportunitat laboral i una vida millor. Allà lluita per reeixer a la feina mentre busca l'amor i experimenta un xoc cultural amb la seva criança «avorrida» a l'Oest Mitjà. També hi actuen Ashley Park, Philippine Leroy-Beaulieu, Lucas Bravo, Samuel Arnold, Camille Razat i Bruno Gouery.
Netflix va incorporar l'11 de maig de 2022 la versió subtitulada al català.

## Repartiment

### Principal
- Lily Collins com a Emily Cooper, estatunidenca d'uns 20 anys que es trasllada de Chicago a París per una feina d'estratega de xarxes socials. S'enamora d'un francès anomenat Gabriel.
- Philippine Leroy-Beaulieu com a Sylvie Grateau, cap dur d'Emily a París.
- Ashley Park com a Mindy Chen, mainadera i primera amiga d'Emily a París.
- Lucas Bravo com a Gabriel, veí de baix atractiu d'Emily, xef i interès amorós d'Emily.
- Samuel Arnold com a Julien, company de feina d'Emily.
- Bruno Gouery com a Luc, company de feina excèntric d'Emily.
- Camille Razat com a Camille, nova amiga d'Emily i xicota/ex-xicota de Gabriel.

### Recurrent
- Kate Walsh com a Madeline Wheeler, cap estatunidenc d'Emily a Chicago que no pot acceptar la feina a París després de descobrir que està embarassada.
- William Abadie com a Antoine Lambert, client d'Emily que és propietari d'una companyia de perfums anomenada Maison LAvaux que té una aventura amb Sylvie.
- Arnaud Viard com a Paul Brossard, cap de Savoir